# Liste der Biografien/Schic
Liste der Biografien |
Portal Biografien |
Personensuche
# |
A |
B |
C |
D |
E |
F |
G |
H |
I |
J |
K |
L |
M |
N |
O |
P |
Q |
R |
S |
T |
U |
V |
W |
X |
Y |
Z |
?
 
Sa |
Sb |
Sc |
Sd |
Se |
Sf |
Sg |
Sh |
Si |
Sj |
Sk |
Sl |
Sm |
Sn |
So |
Sp |
Sq |
Sr |
Ss |
St |
Su |
Sv |
Sw |
Sy |
Sz
 
Sca–Sce |
Sch |
Sci–Scz
 
Scha |
Schc |
Schd |
Sche |
Schg |
Schi |
Schj |
Schk |
Schl |
Schm |
Schn |
Scho |
Schp |
Schr |
Schs |
Scht |
Schu |
Schv |
Schw |
Schy
 
Schia |
Schib |
Schic |
Schid |
Schie |
Schif |
Schig |
Schih |
Schij |
Schik |
Schil |
Schim |
Schin |
Schio |
Schip |
Schir |
Schis |
Schit |
Schiu |
Schiv |
Schiw |
Schiz
Die Liste der Biografien führt alle Personen auf, die in der deutschsprachigen Wikipedia einen Artikel haben. Dieses ist eine Teilliste mit 184 Einträgen von Personen, deren Namen mit den Buchstaben „Schic“ beginnt.

## Schic

### Schicc
- Schicchi, Riccardo (1953–2012), italienischer Filmregisseur, Drehbuchautor, Fotograf und Hörfunkmoderator

### Schich
- Schich, Wilhelm (1889–1940), österreichischer Theaterregisseur und Schauspieler
- Schich, Winfried (1938–2021), deutscher Historiker
- Schicha, Christian (* 1964), deutscher Medienwissenschaftler und Hochschullehrer
- Schicha, Harald (* 1943), deutscher Hochschullehrer und Nuklearmediziner
- Schicha, Ralph (* 1950), deutscher Schauspieler
- Schichan, Klaus (1940–2024), deutscher Schauspieler und Stuntman
- Schicharjow, Anatoli Dmitrijewitsch (* 1956), russischer Luftwaffenoffizier
- Schichau, Ferdinand (1814–1896), deutscher Maschinenbau-Ingenieur und UnternehmerFerdinand Schichau (1814–1896)

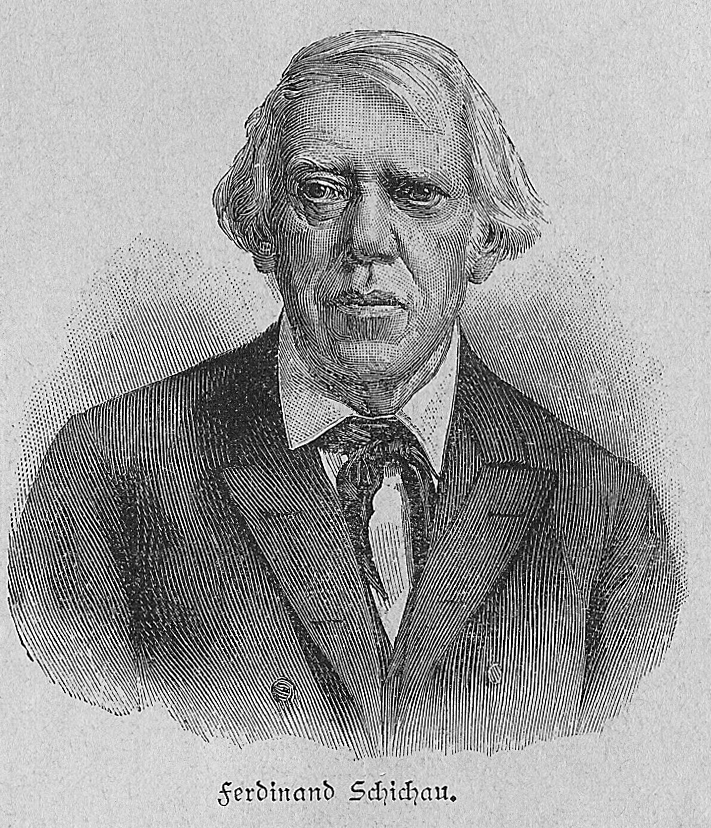
Ferdinand Schichau (1814–1896)

- Schicher, Sarah (* 1990), österreichische Basketballspielerin
- Schichl, Hermann (* 1968), österreichischer Mathematiker
- Schicho, Elisabeth (* 1991), deutsche Skilangläuferin
- Schicho, Josef (* 1938), österreichischer Journalist
- Schicho, Stylianos (* 1977), österreichischer Maler
- Schicho, Walter (* 1945), österreichischer Afrikawissenschaftler und Entwicklungsforscher
- Schichowa, Jekaterina Wladimirowna (* 1983), russische Eisschnellläuferin
- Schicht, Georg (1820–1887), deutschböhmischer Unternehmer
- Schicht, Georg (1849–1913), österreichischer Unternehmer
- Schicht, Johann (1855–1907), österreichischer Industrieller und Gründer einer Seifenfabrik
- Schicht, Johann Gottfried (1753–1823), deutscher Komponist, Gewandhauskapellmeister, Thomaskantor
- Schicht, Patrick (* 1973), österreichischer Denkmalpfleger
- Schichtholz, Helmut (* 1909), deutscher Turner
- Schichtl, Hans (* 1943), deutscher Eishockeyspieler
- Schichtl, Michael August (1851–1911), bayerischer Schausteller

### Schick
- Schick Gutiérrez, René (1909–1966), nicaraguanischer Politiker, Präsident des Landes (1963–1966)
- Schick, Afra († 1671), Kräuterfrau und Heilerin, Opfer der Hexenverfolgung
- Schick, Andreas (* 1961), deutscher Generalmajor der Luftwaffe
- Schick, August (* 1940), deutscher Psychologe, Autor und Hochschullehrer
- Schick, Béla (1877–1967), ungarischer Kinderarzt
- Schick, Berthold (* 1966), deutscher Komponist und Musiker
- Schick, Claudia (* 1965), deutsche Fernsehmoderatorin
- Schick, Claus (* 1944), deutscher Politiker (SPD)
- Schick, Claus (* 1968), deutscher Politiker (SPD), MdL
- Schick, Clemens (* 1972), deutscher SchauspielerClemens Schick (* 1972)

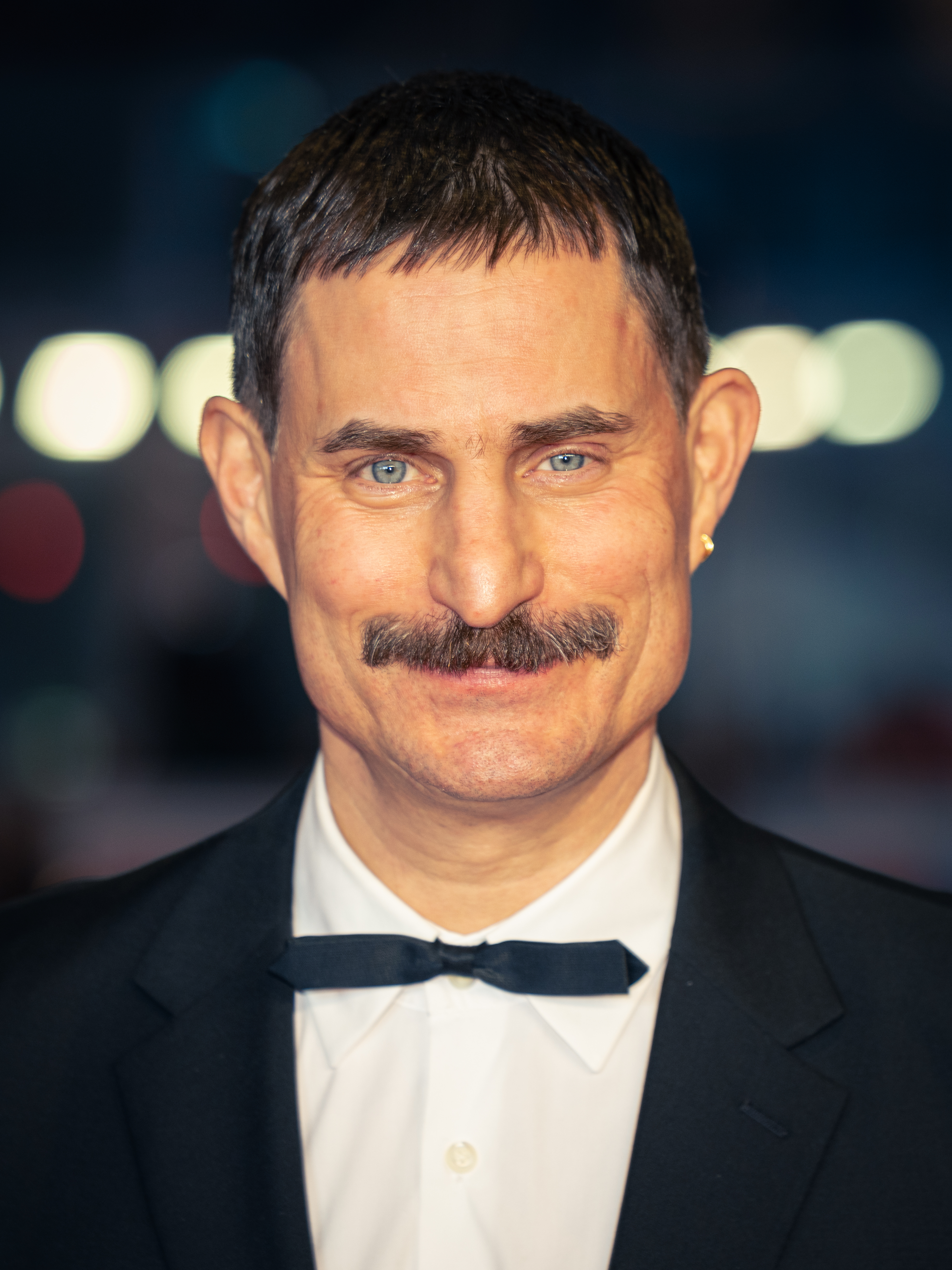
Clemens Schick (* 1972)

- Schick, Conrad (1822–1901), deutscher Architekt, biblischer Archäologe und evangelischer Missionar in Jerusalem
- Schick, Daniela (* 1975), deutsche Journalistin und Moderatorin
- Schick, Eduard (1906–2000), deutscher Geistlicher und Theologe, römisch-katholischer Bischof von Fulda
- Schick, Elmar (1922–2019), deutscher Historiker
- Schick, Emil (1880–1965), deutscher Landrat
- Schick, Erich (1897–1966), deutscher evangelischer Theologe und Dozent am Seminar für Ethik, Dogmatik, Missionsgeschichte, Psychologie
- Schick, Ernst (1756–1815), deutscher Geiger und Komponist
- Schick, Franz (1936–2022), deutscher Politiker (CSU), MdL und Landrat
- Schick, Franz (* 1960), deutscher Fußballspieler
- Schick, Georg (1898–1977), deutscher Verwaltungsbeamter und Politiker (SPD)
- Schick, Gerhard (* 1972), deutscher Politiker (Bündnis 90/Die Grünen), MdB
- Schick, Gottlieb (1776–1812), deutscher Maler des Klassizismus
- Schick, Guido A. (* 1970), deutscher Schauspieler
- Schick, Hans (1889–1967), deutscher Historiker
- Schick, Hans (1937–2016), deutscher Chemiker, Hochschullehrer für Organische Chemie
- Schick, Hans-Peter (* 1961), deutscher Politiker (CDU)
- Schick, Hartmut (* 1960), deutscher Musikwissenschaftler und Hochschullehrer
- Schick, Ignaz (* 1972), deutscher Improvisationsmusiker, Klangkünstler und Komponist
- Schick, Jacob (1877–1937), US-amerikanischer Erfinder und Unternehmer
- Schick, Johannes (1854–1930), deutscher Jurist und Politiker
- Schick, Josef (1859–1944), deutscher Anglist, Sprachwissenschaftler und Mathematiker
- Schick, Josef (* 1965), deutscher Skirennläufer
- Schick, Jürgen Michael (* 1970), deutscher Immobilienunternehmer und Präsident des Immobilienverbands Deutschland IVD
- Schick, Karl Friedrich (1826–1875), deutscher Genre- und Historienmaler der Düsseldorfer Schule
- Schick, Klaus Peter (1955–2022), deutscher Diplomat
- Schick, Ludwig (* 1949), deutscher römisch-katholischer Geistlicher, emeritierter Erzbischof von BambergLudwig Schick (* 1949)

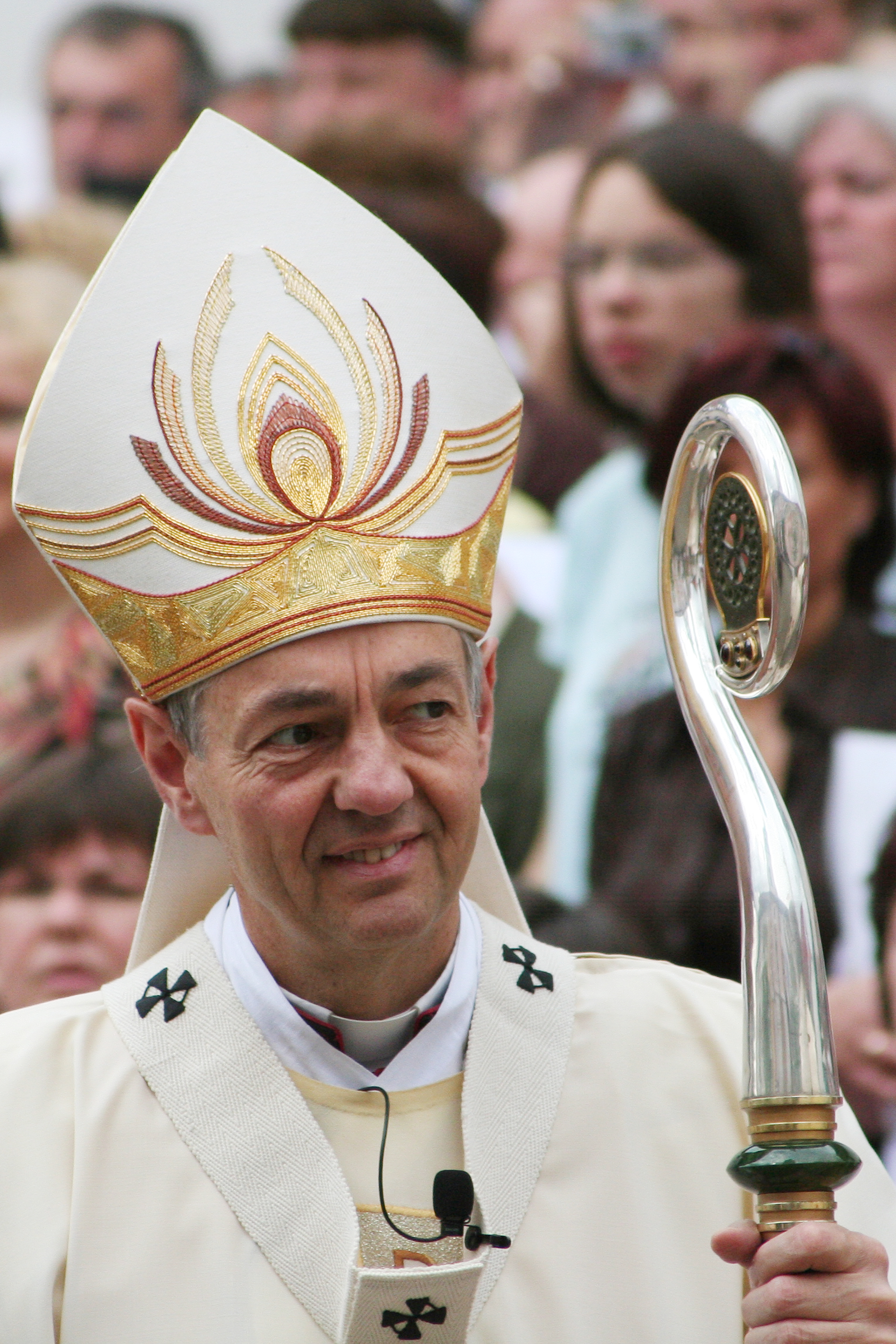
Ludwig Schick (* 1949)

- Schick, Manon (* 1974), deutsch-schweizerische Journalistin und Menschenrechtsaktivistin
- Schick, Manuela, deutsche Reality-TV-Teilnehmerin und Moderatorin
- Schick, Margarete Luise (1773–1810), deutsche Opernsängerin (Sopran)
- Schick, Marian (* 1986), deutscher Basketballspieler
- Schick, Marion (* 1958), deutsche Politikerin (CDU), Ökonomin und Hochschullehrerin
- Schick, Markus (* 1963), deutscher Ministerialbeamter
- Schick, Martin (* 1978), Schweizer Schauspieler, freischaffender Choreograf und Performer
- Schick, Maximilian (1884–1968), deutscher Literaturwissenschaftler und Übersetzer
- Schick, Michael (* 1988), deutscher Fußballspieler
- Schick, Patrik (* 1996), tschechischer FußballspielerPatrik Schick (* 1996)

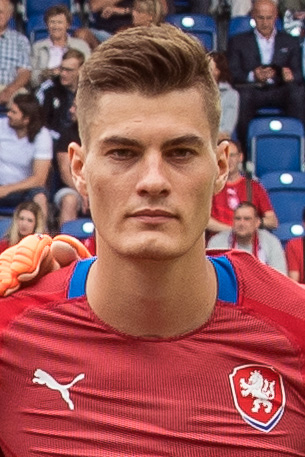
Patrik Schick (* 1996)

- Schick, Paul (1904–1975), österreichischer Bibliothekar
- Schick, Paul (1908–1945), deutscher Politiker (NSDAP), NSDAP-Gauamtsleiter und Bürgermeister von Hannover
- Schick, Paul (1928–2011), deutscher Lehrer und Schriftsteller
- Schick, Peter (1833–1921), deutscher Historien-, Porträt- und Figurenmaler der Düsseldorfer Schule
- Schick, Peter J. (* 1941), österreichischer Rechtswissenschaftler
- Schick, Philippine (1893–1970), deutsche Komponistin
- Schick, Rafael (* 1957), deutscher Generalarzt, Leiter des Zentrums für Luft- und Raumfahrtmedizin der Luftwaffe
- Schick, Robert (1812–1887), deutscher Jurist und Politiker
- Schick, Robert (* 1957), US-amerikanischer Archäologe und Historiker
- Schick, Robert (* 1959), österreichischer Verfassungsjurist, Hofrat am VwGH, Ersatzmitglied des VfGH
- Schick, Robert (* 1993), deutscher Fußballspieler
- Schick, Robin (* 1994), deutscher Schauspieler
- Schick, Rudolf (1840–1887), deutscher Landschafts- und Porträtmaler
- Schick, Rudolf (1905–1969), deutscher Agrarwissenschaftler und Hochschullehrer
- Schick, Rudolf (1920–2011), deutscher Architekt
- Schick, Sibel (* 1985), türkische Journalistin, Autorin und Podcasterin
- Schick, Siegfried, deutscher Konzertpianist, Kapellmeister, Dirigent und Hochschullehrer
- Schick, Thomas (* 1969), deutscher Mathematiker
- Schick, Thorsten (* 1971), deutscher Politiker (CDU), MdL
- Schick, Thorsten (* 1990), österreichischer Fußballspieler
- Schick, Tina (* 1964), deutsche Lehrerin, Fotografin, Künstlerin und Kriminalschriftstellerin
- Schick, Tobias (* 1980), deutscher Politiker (SPD)Tobias Schick (* 1980)

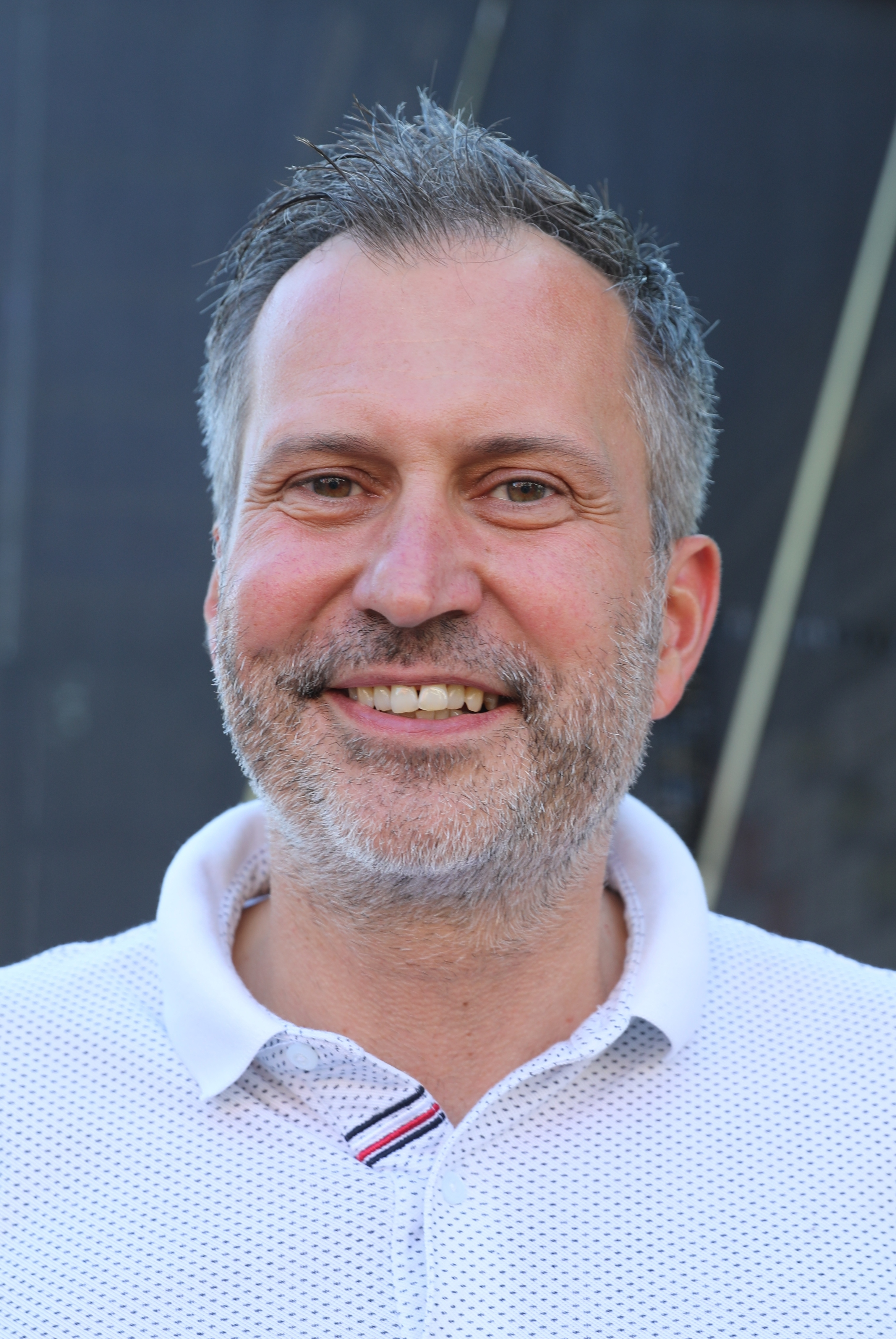
Tobias Schick (* 1980)

- Schick, Walter (1909–1944), deutscher Jurist, Gestapo-Mitarbeiter und SS-Führer
- Schick, Wolfgang, deutscher Synchronsprecher, Dialogbuchautor und Synchronregisseur
- Schickard, Julius (1679–1735), württembergischer Beamter (Stabspfleger und Klosterpfleger) und Gründer von Neulußheim
- Schickard, Wilhelm (1592–1635), deutscher Astronom und Mathematiker, Professor für biblische Sprachen, Astronomie und Mathematik
- Schicke, Björn (* 1988), deutscher Boxer
- Schicke, Dietmar (* 1942), deutscher Politiker (LDPD/FDP)
- Schicke, Herbert (1931–1992), deutscher Landwirt und Politiker (DBD, CDU), MdL
- Schickedanz, Albert (1846–1915), österreichisch-ungarischer Architekt
- Schickedanz, Arno (1892–1945), deutsch-baltischer Diplomat und Politiker (NSDAP), MdRArno Schickedanz (1892–1945)

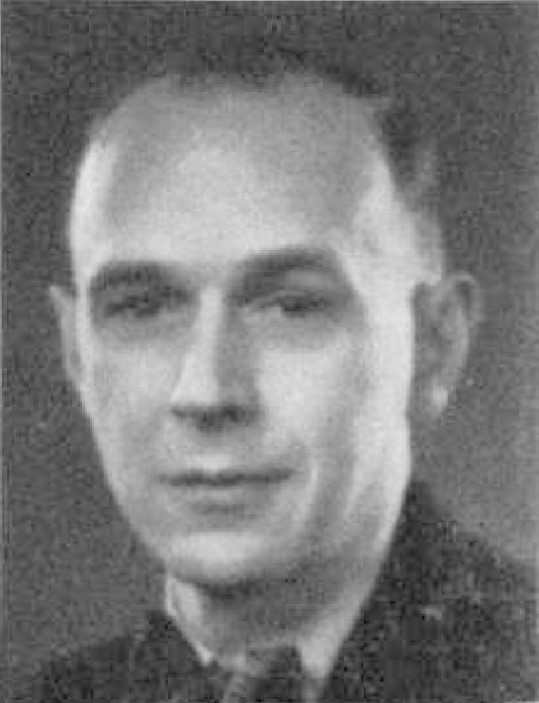
Arno Schickedanz (1892–1945)

- Schickedanz, Grete (1911–1994), deutsche Unternehmerin
- Schickedanz, Gustav (1895–1977), deutscher Kaufmann und Unternehmer
- Schickedanz, Herbert (* 1928), deutscher Chirurg und Kinderchirurg
- Schickedanz, Madeleine (* 1943), deutsche Unternehmerin
- Schickel, Alfred (1933–2015), deutscher Historiker
- Schickel, Anton (1899–1943), deutscher Goldschmied
- Schickel, Richard (1933–2017), US-amerikanischer Schriftsteller, Dokumentarfilmer und Filmkritiker
- Schickele, Peter (1935–2024), US-amerikanischer Komponist
- Schickele, Rainer Wolfgang (1905–1989), deutschamerikanischer Agrarökonom
- Schickele, René (1883–1940), deutsch-französischer Schriftsteller
- Schickelgruber, Hans (1922–2003), österreichischer Politiker (SPÖ), Mitglied des Bundesrates
- Schickenberges, Göbel, Laienbruder und Chronist
- Schickentanz, Alfred (1937–2018), deutscher Pädagoge
- Schickentanz, Andreas (* 1961), deutscher Jazz- und Improvisationsmusiker (Posaune)
- Schickentanz, Clemens (* 1944), deutscher Automobilrennfahrer
- Schicker, Andreas (* 1986), österreichischer FußballspielerAndreas Schicker (* 1986)

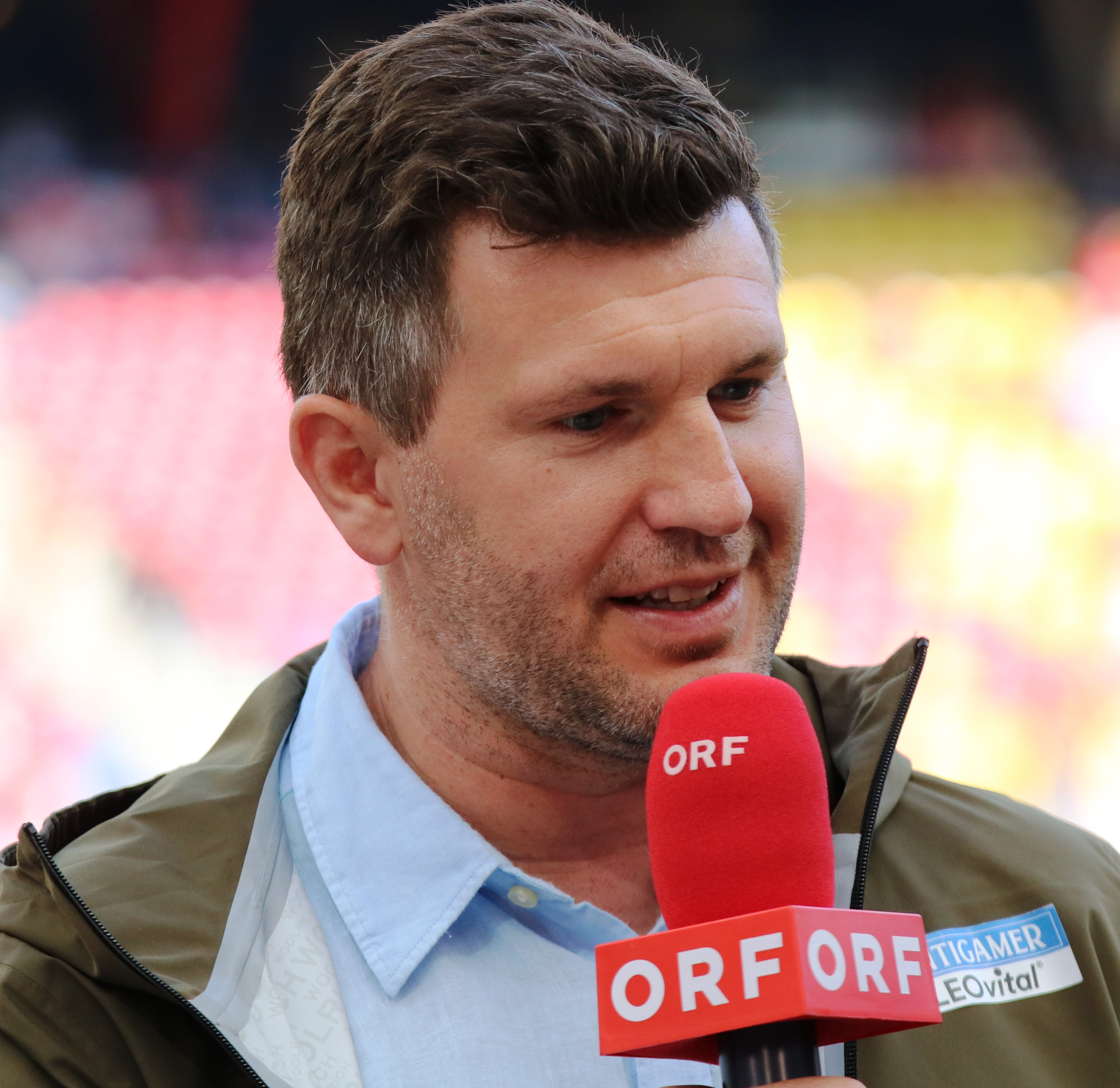
Andreas Schicker (* 1986)

- Schicker, Arthur (1893–1979), deutscher Verwaltungsbeamter
- Schicker, Dietmar (1961–2017), österreichischer Fußballspieler und -trainer
- Schicker, Franz (1915–2010), österreichischer Maler, Zeichner, Kunsterzieher und Kunstvermittler
- Schicker, Gotthard B. (1946–2017), deutscher Verleger und Publizist
- Schicker, Johanna (* 1943), österreichische Politikerin (SPÖ), Mitglied im Österreichischen Bundesrat
- Schicker, Karl (1847–1909), württembergischer Jurist und Politiker
- Schicker, Karl (1931–2013), deutscher Flötist, Dirigent und Komponist
- Schicker, René (* 1984), österreichischer FußballspielerRené Schicker (* 1984)

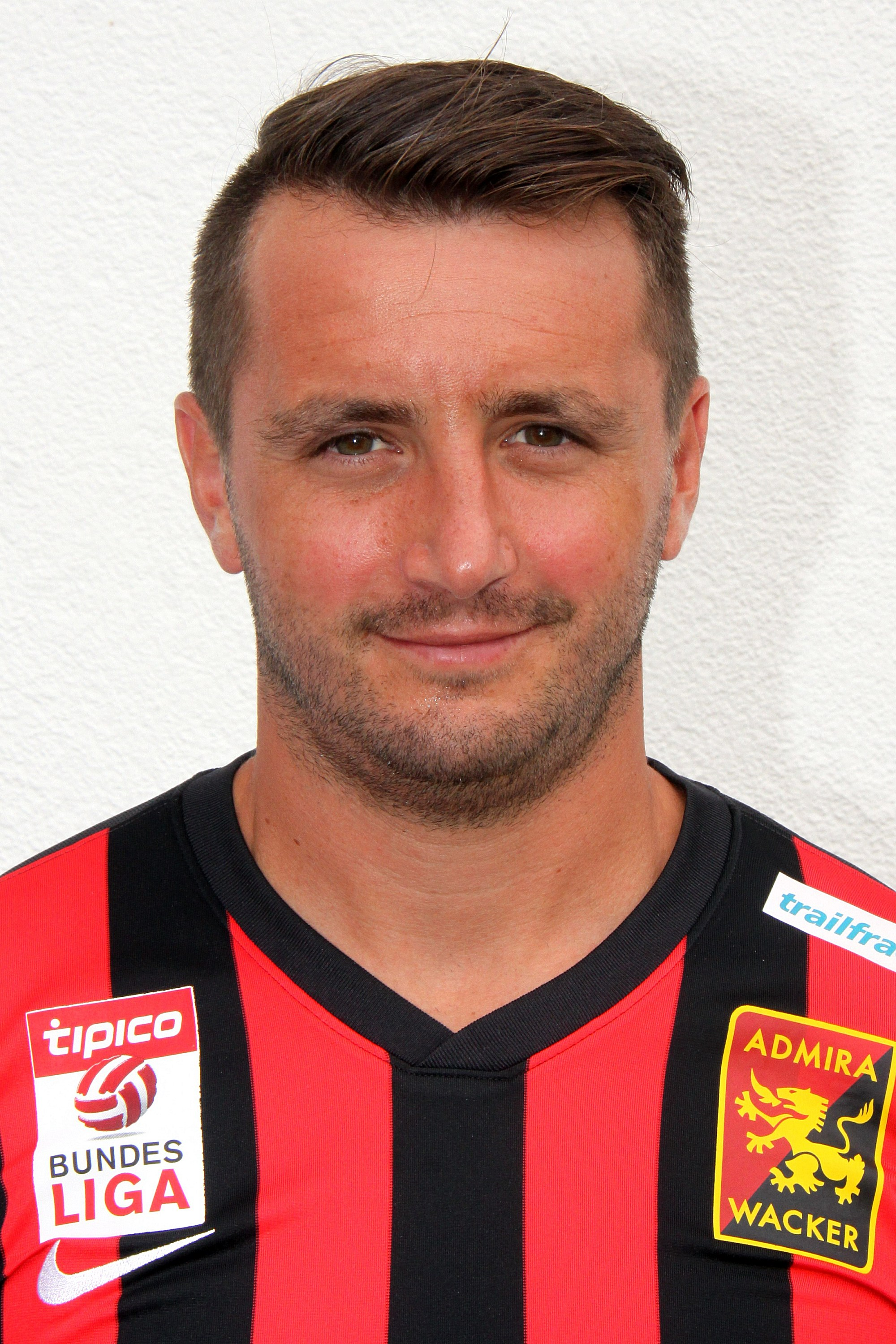
René Schicker (* 1984)

- Schicker, Rudolf (* 1952), österreichischer Politiker (SPÖ), Landtagsabgeordneter
- Schicker, Susanne (* 1963), amtsführende Präsidentin des Stadtschulrats für Wien
- Schickert, Georg (1860–1926), deutscher Verwaltungsjurist und Politiker
- Schickert, Günter (* 1949), deutscher Musiker
- Schickert, Klaus (* 1909), deutscher Historiker und Autor rassistisch-antisemitischer Schriften
- Schickert, Ludwig (1901–1951), deutscher Politiker (NSDAP), MdR
- Schickert, Paul (1827–1905), deutscher Politiker (Konservative) und Abgeordneter im Sächsischen Landtag
- Schicketanz, Ernst (1890–1966), deutscher Kapellmeister und Komponist
- Schicketanz, Helmut (1930–1975), österreichischer Kabarettist
- Schicketanz, Peter (1931–2018), deutscher evangelischer Theologe und Oberkonsistorialrat
- Schicketanz, Rudolf (1900–1945), deutscher Politiker (NSDAP), MdR
- Schicketanz, Sabine (* 1977), deutsche Journalistin
- Schickfus und Neudorff, Erich von (1880–1955), deutscher Generalmajor der Reichswehr
- Schickfuß und Neudorff, Conrad Adam von (1708–1760), preußischer Landrat
- Schickfuß, Jakob (1574–1637), deutscher Jurist, Historiker und Schulmann
- Schickh, Johann (1770–1835), österreichischer Textilhändler und Journalist
- Schickh, Josef Kilian (1799–1851), österreichischer Bühnenschriftsteller
- Schickhard, Ägidius, Juraprofessor und Rektor an der Hohen Schule Herborn
- Schickhard, Martin, Amtmann in Beilstein, Rechtsanwalt in Frankfurt am Main, nassauischer Hexenkommissar in Freudenberg
- Schickhard, Martin der Ältere (1579–1636), deutscher Juraprofessor in Herborn und Deventer
- Schickhard, Philipp Christoph, Hofmeister des Stiftes Keppel, sowie Ratsverwandter und Bürgermeister von Siegen
- Schickhardt, Andreas (1710–1782), herzoglicher-württembergischer Kammer-Schreibverwalter
- Schickhardt, Apelles (1580–1610), württembergischer Maler
- Schickhardt, Christoph (* 1955), deutscher Rechtsanwalt
- Schickhardt, Christoph (* 1978), deutscher Philosoph und Wissenschaftler
- Schickhardt, Hans (1512–1585), württembergischer Maler
- Schickhardt, Heinrich (1558–1635), deutscher Baumeister der RenaissanceHeinrich Schickhardt (1558–1635)

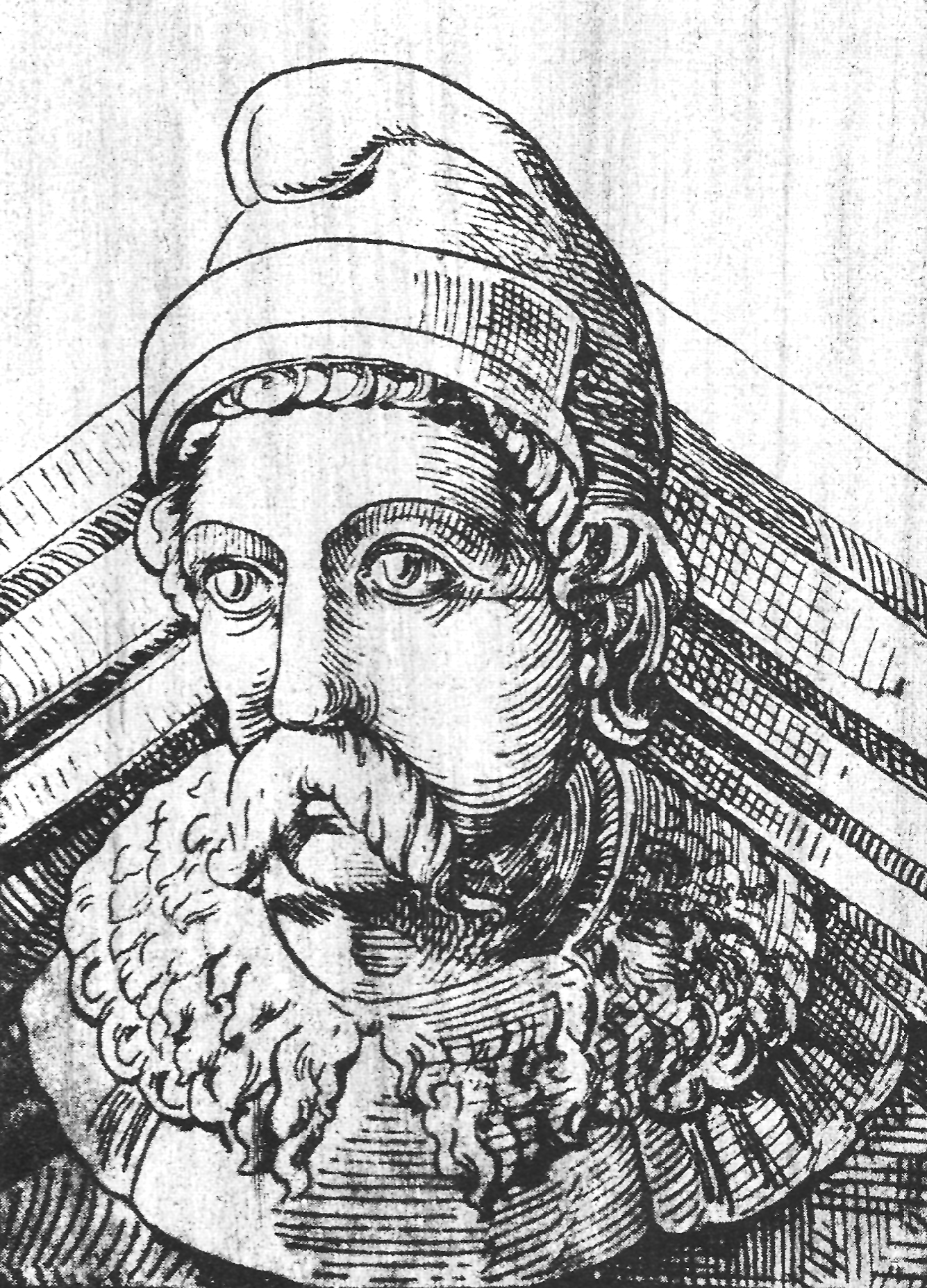
Heinrich Schickhardt (1558–1635)

- Schickhardt, Heinrich (1885–1944), deutscher Marineoffizier, zuletzt Konteradmiral
- Schickhardt, Heinrich der Ältere (1464–1540), württembergischer Bildschnitzer und Kunstschreiner
- Schickhardt, Johann Christian (* 1682), deutscher Musiker und Barockkomponist
- Schickhardt, Johannes (1586–1623), städtischer Schreiber sowie Kastenpfleger und Keller in Herrenberg
- Schickhardt, Karl (1866–1933), württembergischer Landschaftsmaler und Dozent an der Kunstschule Stuttgart
- Schickhardt, Lucas (1511–1585), württembergischer Kunstschreiner
- Schickhardt, Lucas (1560–1602), württembergischer Schreiner
- Schickhardt, Lucas, württembergischer Goldschmied, Maler und Zeichner
- Schickhardt, Lucas (1603–1651), württembergischer Präzeptor und Rentkammer-Expeditionsrat
- Schickhardt, Marx (1505–1555), württembergischer Schreiner
- Schickhardt, Paul (1835–1893), deutscher Oberamtmann
- Schickhart, Jacob (1584–1664), Landschreiber von Drente
- Schickhart, Jacob der Ältere, Siegener Advokat im Dienste der nassauischen Grafen
- Schickhart, Philipp (1562–1635), württembergischer Pfarrer, Dekan und Prälat
- Schickhartt, Henrich, Hofmeister des Stift Keppel bei Siegen
- Schickhofer, Michael (* 1979), österreichischer Unternehmensberater und Politiker (SPÖ), Abgeordneter zum NationalratMichael Schickhofer (* 1979)

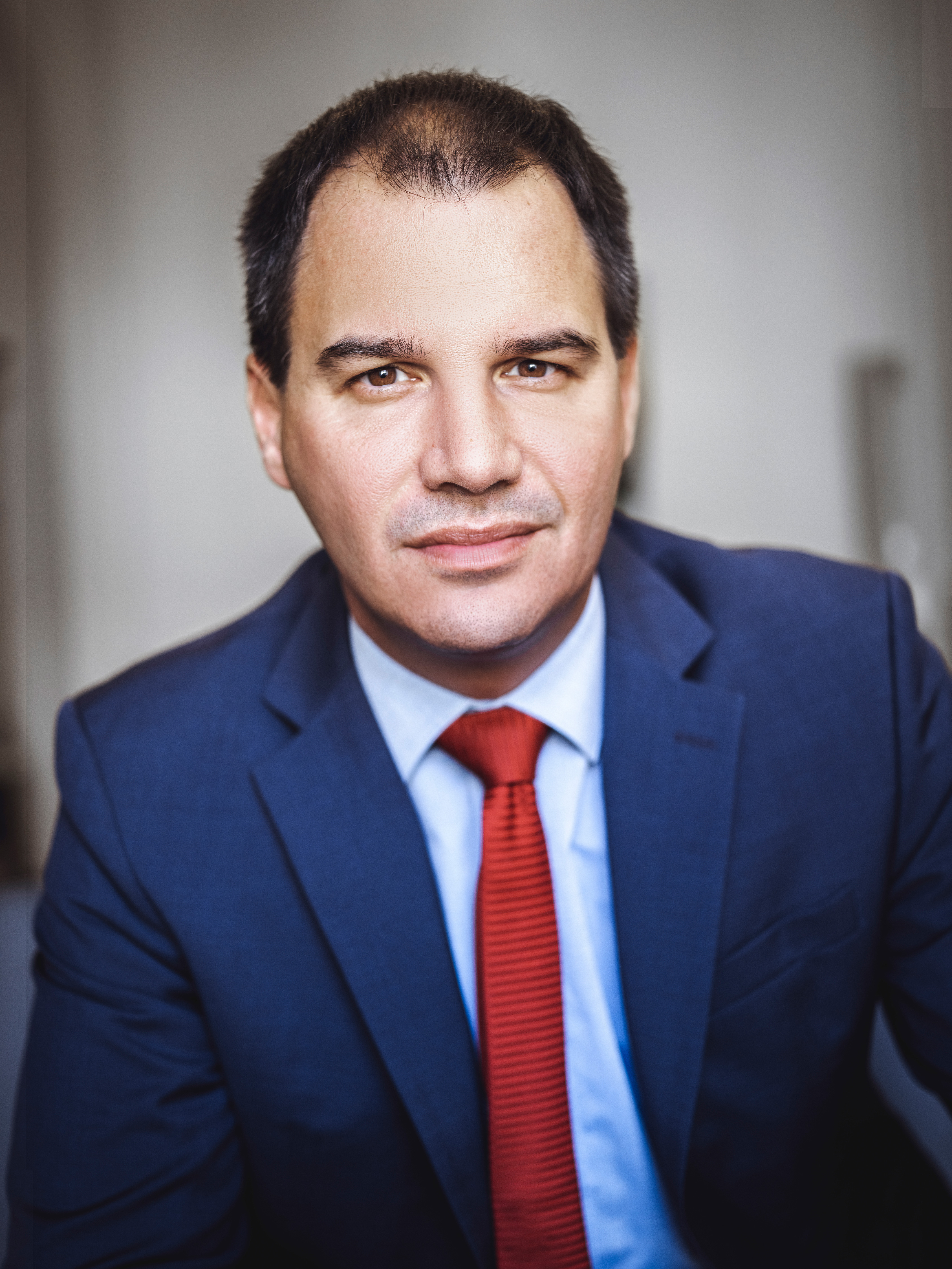
Michael Schickhofer (* 1979)

- Schickhoff, Udo (* 1960), deutscher Geograph und Hochschullehrer
- Schickinger, Karin (* 1957), deutsche Autorin
- Schicklang, Kim (* 1972), deutsche Filmproduzentin, Filmregisseurin, Sprecherin und Transsexuellen-Aktivistin
- Schickler, David (1755–1818), Kaufmann, Unternehmer und Bankier in Preußen
- Schickler, David (* 1969), US-amerikanischer Schriftsteller
- Schickler, Johann Ernst (1761–1801), Kaufmann, Unternehmer und Bankier in Preußen
- Schickler, Johann Jacob (1711–1775), Kaufmann, Unternehmer und Bankier in Preußen
- Schicklgruber, Josef (* 1967), österreichischer FußballtorwartJosef Schicklgruber (* 1967)

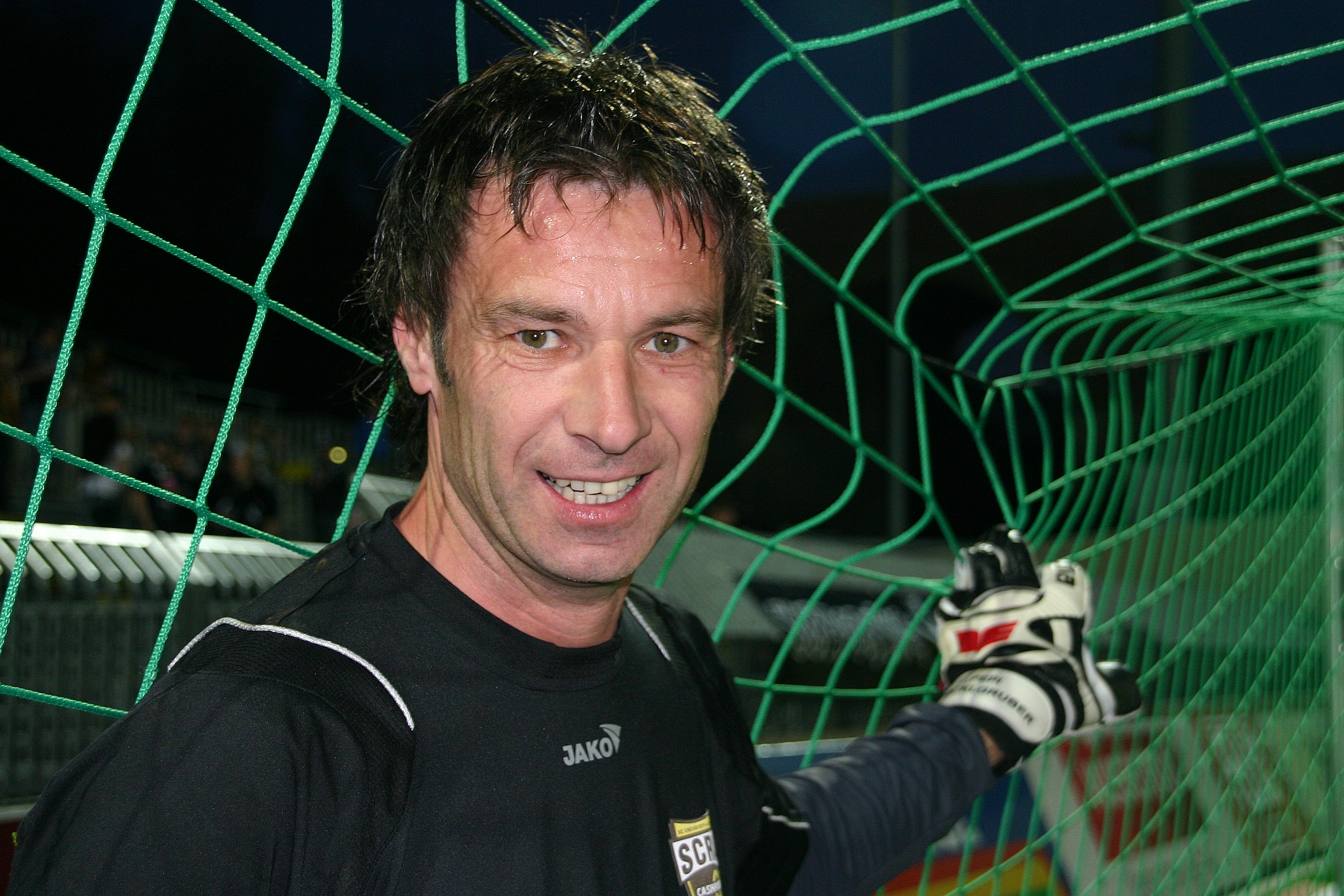
Josef Schicklgruber (* 1967)

- Schicklgruber, Maria Anna (1796–1847), Großmutter Adolf Hitlers
- Schicklin, Hans († 1520), Schweizer Bildschnitzer und Kunstschreiner
- Schickling, Andre (* 1989), deutscher Billardspieler
- Schickling, Erich (1924–2012), deutscher Maler und Bildender Künstler
- Schickmair, Martina (* 1977), österreichische Rechtswissenschaftlerin und Hochschullehrerin
- Schickmayr, Amandus (1716–1794), Benediktiner und Abt des Stiftes Lambach (1746–18794)
- Schicks, Friedel (1928–2022), deutscher Fußballspieler
- Schicks, Heinz (1934–2008), deutscher Politiker (CDU), MdA